# Chessibidmer
Chessibidmer ist eine Gebirgslandschaft im östlichen Berner Oberland in der Schweiz. Sie befindet sich im oberen Aaretal in der Gemeinde Guttannen zwei Kilometer nordnordwestlich vom Grimselpass. In der Mitte des Geländes liegen zwei Zonen mit einem artenreichen Flachmoor, das als Schutzgebiet im Bundesinventar der Flachmoore von nationaler Bedeutung verzeichnet ist.
Die in mehrere unterschiedliche Bereiche gegliederte Talstufe bildet dank den vielfältigen topografischen Formen und der reichen alpinen Vegetation einen besonders wertvollen Abschnitt des Naturschutzgebiets Grimsel sowie des Raumes Moorlandschaft Grimsel (Sunnig Aar), der im Bundesinventar der Moorlandschaften von besonderer Schönheit und von nationaler Bedeutung aufgeführt ist. Sie gehört ausserdem zum Landschaftsschutzgebiet Berner Hochalpen und Aletsch-Bietschhorn-Gebiet (nördlicher Teil) des Bundesinventars der Landschaften und Naturdenkmäler von nationaler Bedeutung (BLN). Das darin enthaltene Flachmoor Chessibidmer ist in der Weltdatenbank der Naturschutzgebiete unter der Objektnummer 168925 registriert.

## Name
Zum dialektalen Flurnamen Chessibidmer gibt es in der Schweizer Ortsnamenlandschaft zahlreiche Parallelen. Bidmer ist die Pluralform zum Wort bidem, das eine Ableitung von boden ist und eine kleine flache Stelle oder eine Vertiefung in der Landschaft bezeichnet. Den Plural enthält auch der Flurname Uf de Bidmer in der Walliser Gemeinde Obergoms. In der Gemeinde Guttannen liegen westlich der Ortschaft Boden zwischen den Bachgräben  «Golperlouwi», «Schisslouwi» und «Im bschissnen Graben» die Bergweiden «Schwandbidemli» und «Bidemli» und oberhalb von Hasliberg die Geländeterrasse «Bidmi» mit dem Bidmisee und dem geschützten Flachmoor «Bidmi». Örtlichkeiten mit den Namen «Bidem» und «Bidemli» oder ähnlichen Bezeichnungen sind aus den Gebirgskantonen Bern, Wallis, Graubünden und St. Gallen bekannt.
Als «Chessi» (zu hochdeutsch Kessel für Behälter zum Waschen und Sieden) bezeichnet man auch felsige Geländevertiefungen. Das dürfte sich in der hier beschriebenen Landschaft auf die tiefen Wasserlöcher zwischen den Felsrippen beziehen.

## Schutzgebiet von nationaler Bedeutung
Die Grimsellandschaft ist aufgrund von Beschlüssen des Regierungsrats des Kantons Bern vom 24. April 1934, vom 6. Juni 1950 und vom 1. August 1958 ein kantonales Naturschutzgebiet. 1998 wurde das Moorgebiet Chessibidmer in das Bundesinventar der Flachmoore von nationaler Bedeutung eingetragen. 2004 nahm der Bundesrat den umfassenden Bereich Moorlandschaft Grimsel (Sunnig Aar) mit Chessibidmer und dem Naturschutzgebiet Mederlouwenen am Grimselsee in das Bundesinventar der Moorlandschaften von besonderer Schönheit und von nationaler Bedeutung auf.
Nordwestlich des Gebiets Chessibidmer ist am Berghang ein Teil des kantonalen Waldreservats Grimsel ausgewiesen.

## Geografie
Das etwa 50 Hektar grosse Gebiet Chessibidmer liegt auf knapp über 1800 m ü. M. und erstreckt sich über eine vielfach durch Felsbänder, Abbrüche, Tälchen und Rundhöcker gegliederte Landschaftsstufe östlich des Juchlistocks (2594 m ü. M.). Im Südwesten erhebt sich ein steiler Felshang zu dessen östlichem Ausläufer Juchlihubel. Der Berg steht am östlichen Rand der Berner Alpen. Der Felsaufschwung ist durch mehrere Einschnitte unterteilt, die Namen wie Juchlichälen, Geiss-Chälen und Strahlchälen haben. Geologisch gehört der Juchlihubel mit der Terrasse Chessibidmer zum Massiv des Grimsel-Granodiorits. Nur der Hügel nördlich des Schutzgebiets liegt im Bereich des «Zentralen Aare-Granits».
In Senken zwischen den markanten Granit-Rundhöckern im südlichen Bereich der Chessibidmer liegen mehrere Tümpel und kleine Bergseen. Auf den zwei grösseren Ebenen im mittleren und nördlichen Abschnitt breiten sich ein Torfmoor, Schlenken und Verlandungsflächen aus; dieses 7 Hektar grosse Teilgebiet ist das Naturschutzgebiet Chessibidmer.

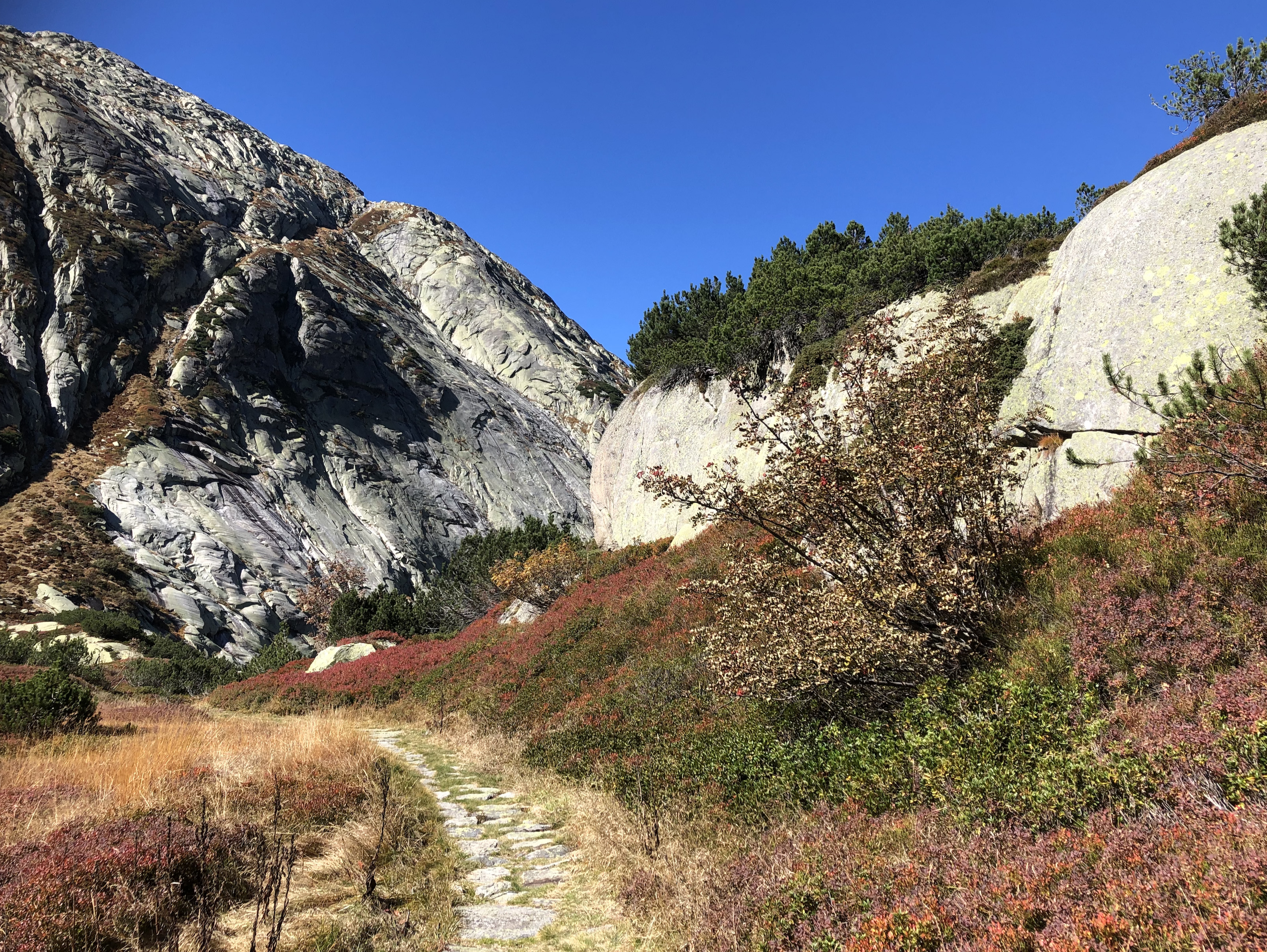
Grimselweg im Gebiet Chessibidmer

Grosse über das Gebiet verstreute Felsblöcke hat wohl der eiszeitliche Aaregletscher, der die gesamte Struktur der Felslandschaft schuf, als Findlinge und am Rand als Moräne abgelagert. Beim Höchststand im Eiszeitalter überlagerte das Eis aus dem Aarmassiv, das über den heutigen Grimselpass hinweg Zustrom von einem Seitenarm des Rhonegletschers erhielt, die Landschaft der Chessibidmer um etwa 700 Meter. Der Gletscher konnte den Felsriegel aus Aaregranit zwischen dem Juchlistock im Westen und dem Hohhoren (2831 m ü. M.) im Osten nicht ganz abtragen, so dass der Bergrücken am Juchlihubel und der Inselberg Spittelnollen (1980 m ü. M.) mitten im Tal erhalten blieben. Dazwischen bahnte sich die Aare den Weg durch die tiefe Schlucht Spittellamm und das Engnis am Summerloch, die den hügeligen Abschnitt Chessibidmer auf der Ostseite begrenzen. Die unter der Eismasse herausgebildete Glaziallandschaft zeigt mit den Rundhöckern und dem an vielen Stellen im anstehenden Fels sichtbaren Gletscherschliff deutliche Spuren ihrer Entstehung.
Beidseits des Spittelnollens stehen die zwei Staumauern des Grimselsees der Kraftwerke Oberhasli (KWO), und auf der Fläche der ehemaligen Alp Räterichsboden nördlich von Chessibidmer liegt der nächste KWO-Stausee, der Räterichsbodensee, dessen Seespiegel etwa 60 Meter tiefer als das Moorgebiet liegt. Im Inneren des Felsmassivs befindet sich das Kavernenkraftwerk Grimsel 1 der KWO; über den östlichen Rand der Landschaft Chessibidmer führt die Grimsel-Hochspannungsleitung. Für das geplante Kraftwerk Grimsel 1E soll etwa 120 Meter unterhalb der Bodenoberfläche Chessibidmer die Kaverne mit der Pumpturbine gebaut werden.
Durch den steilen Berghang östlich von Chessibidmer, auf der linken Seite der Aare, verlief der alte Saumpfad vom Räterichsboden zum Grimselhospiz oberhalb der Spittellamm und weiter zum Grimselpass. In den 1890er Jahren baute der Kanton Bern eine neue Fahrstrasse von Innertkirchen zur Kantonsgrenze auf dem Berg, die dem Hang rechts der Aare folgte. Der Fussweg neben den Chessibidmern hatte vor allem noch als Zugang zur Unteraaralp eine Bedeutung. Im 20. Jahrhundert konnten Fussgänger auf dem alten Weg dem Fahrzeugverkehr auf der Passstrasse ausweichen. Weil der Räterichsbodensee den beliebten Wanderweg unterbrach, baute der Kanton Bern in den 1960er Jahren über dem westlichen Ufer und durch die Moorlandschaft Chessibidmer den neuen Pfad, der heute einen Abschnitt der Fernwanderroute über die Grimsel bildet.
Im Bergrücken westlich der Spittellamm und seiner Umgebung errichtete die Schweizer Armee im Zweiten Weltkrieg eine Festung. Das Artilleriewerk Grimsel umfasste neben dem unterirdischen Stollensystem auch mehrere äussere Stützpunkte so wie den Infanteriebunker Chessibidmer auf einem Hügel südöstlich der Moorlandschaft. Von der Grimselstrasse führte nun die Artilleriewerk-Brücke über die Aare an den Ostfuss des Berges, von wo aus man den Eingang der Anlage mit einer Standseilbahn erreichte. Die Truppe führte auch nach dem Krieg im Gebiet Chessibidmer Schiess- und Sprengübungen durch, was gemäss der kantonalen Schutzverordnung von 1958 auch weiterhin ausdrücklich erlaubt war, bis die nationalen Moorschutzmassnahmen in Kraft traten.

## Bilder

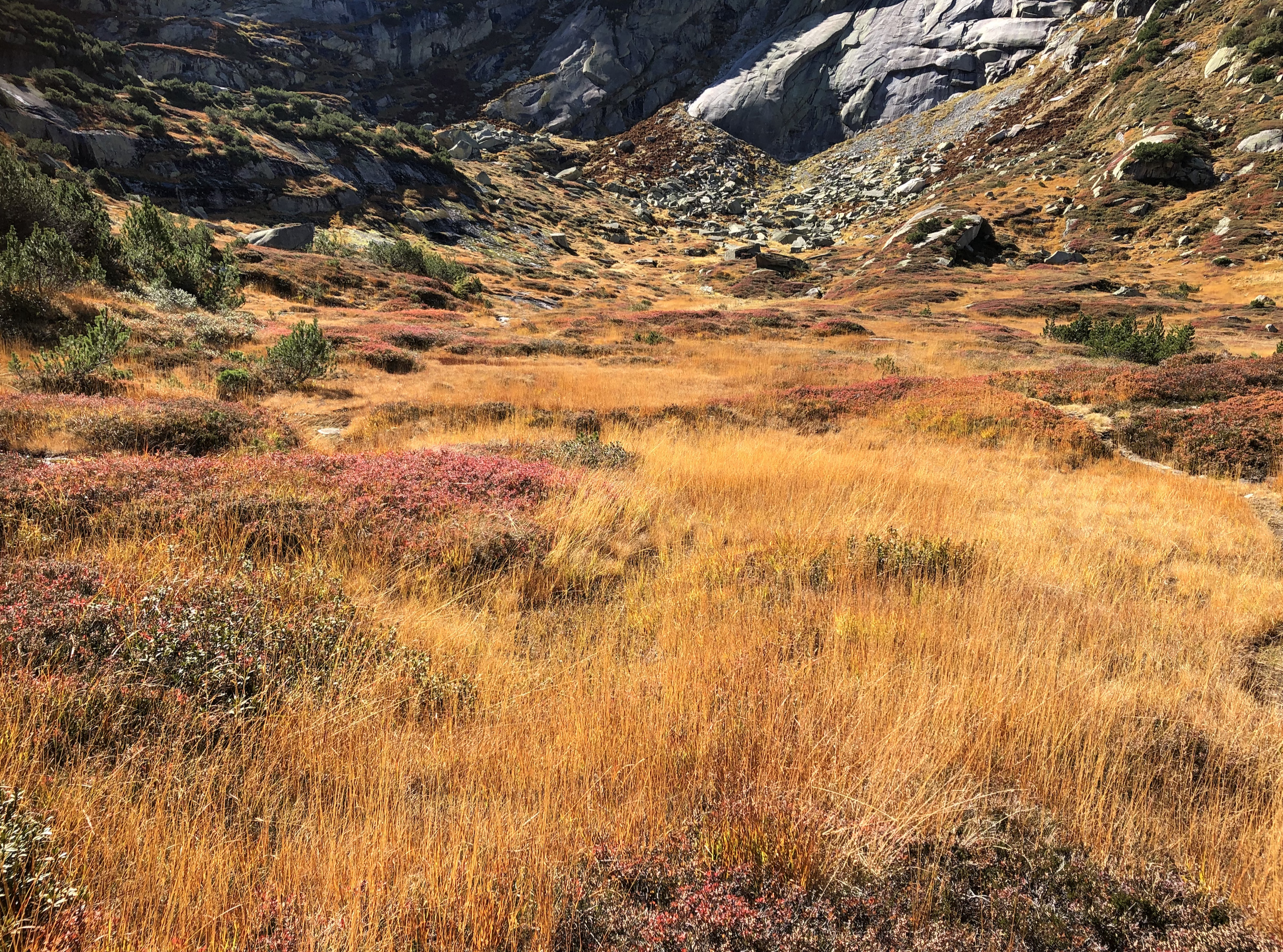
Moorlandschaft
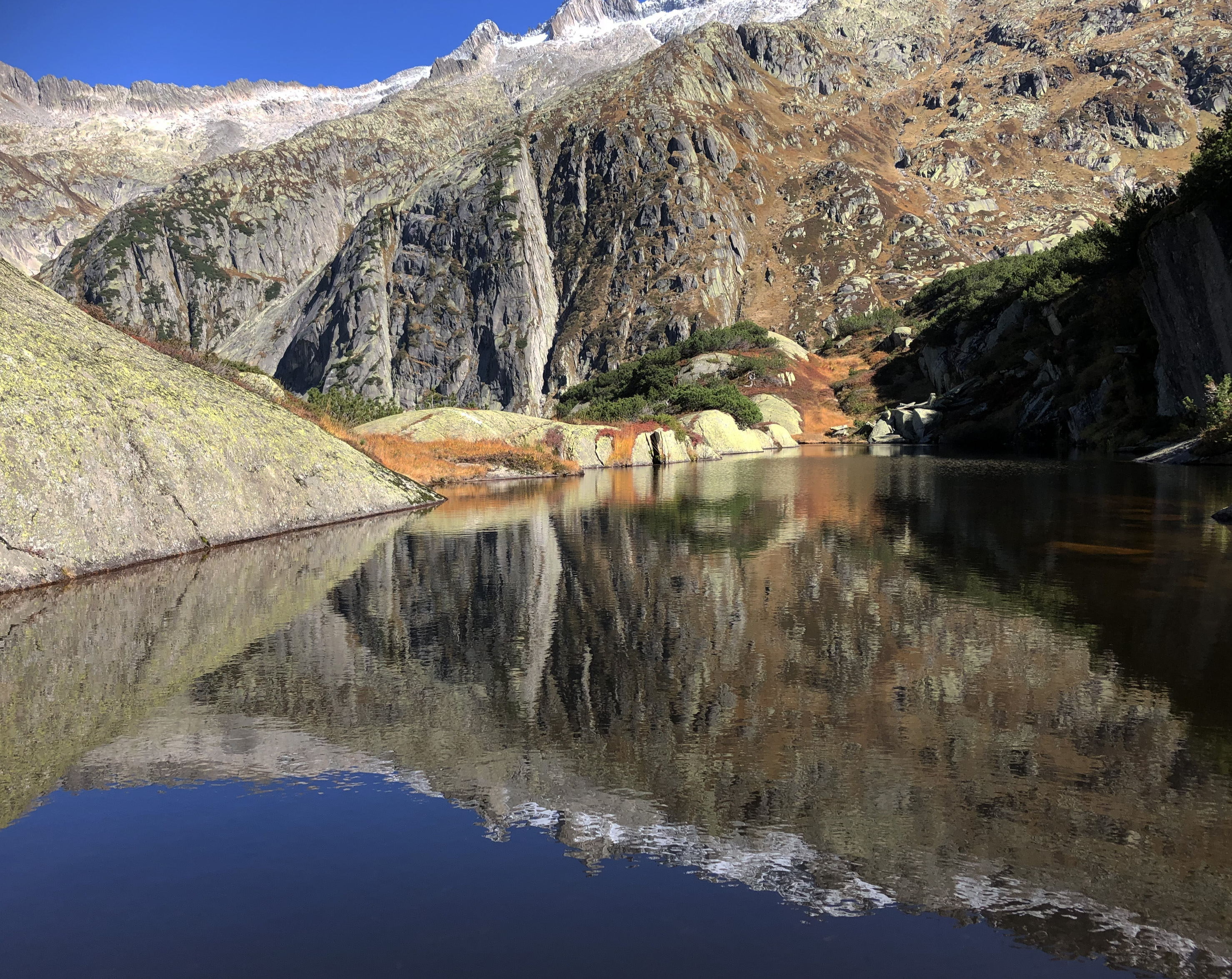
Bergsee zwischen Felsen
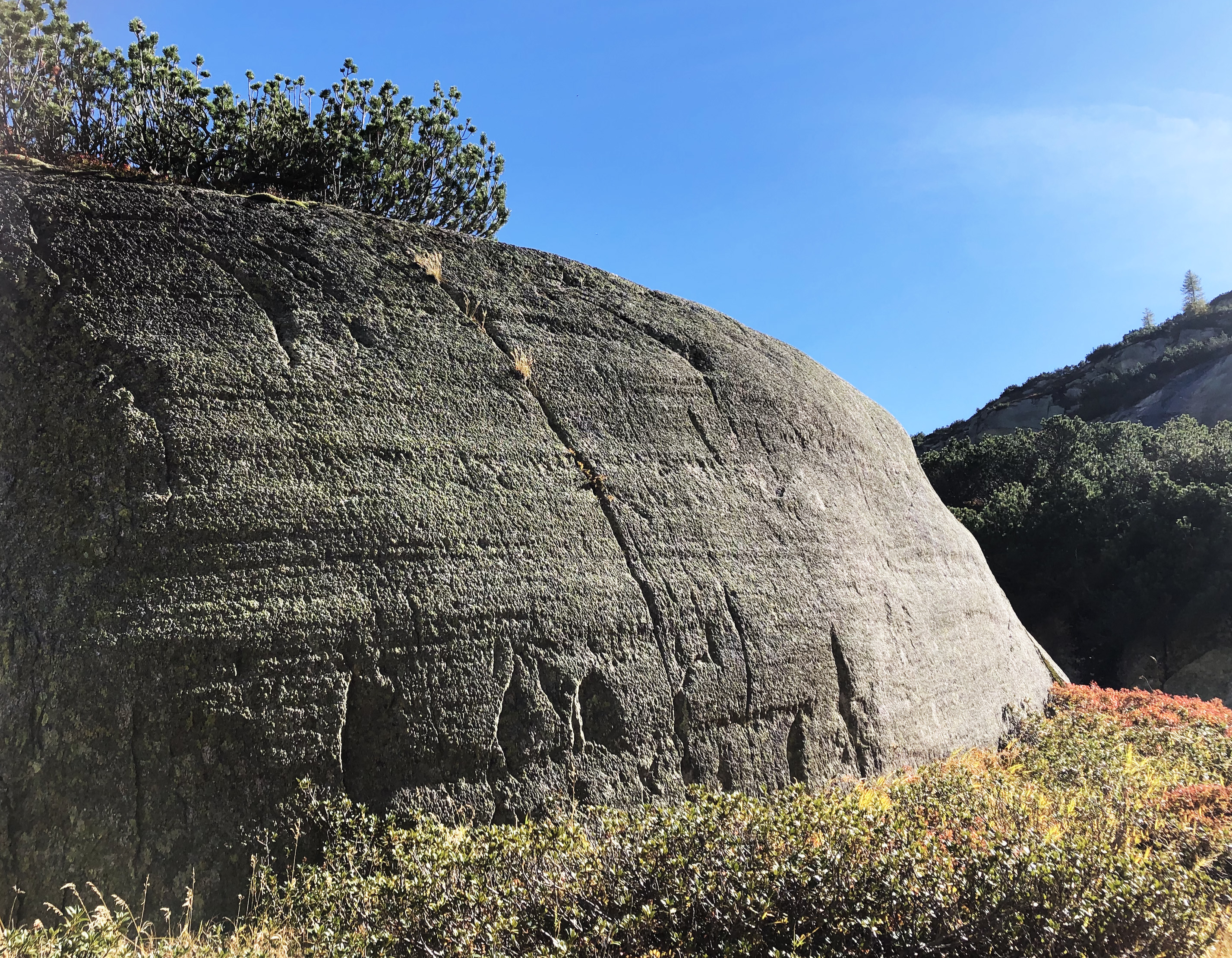
Grosser Rundhöcker
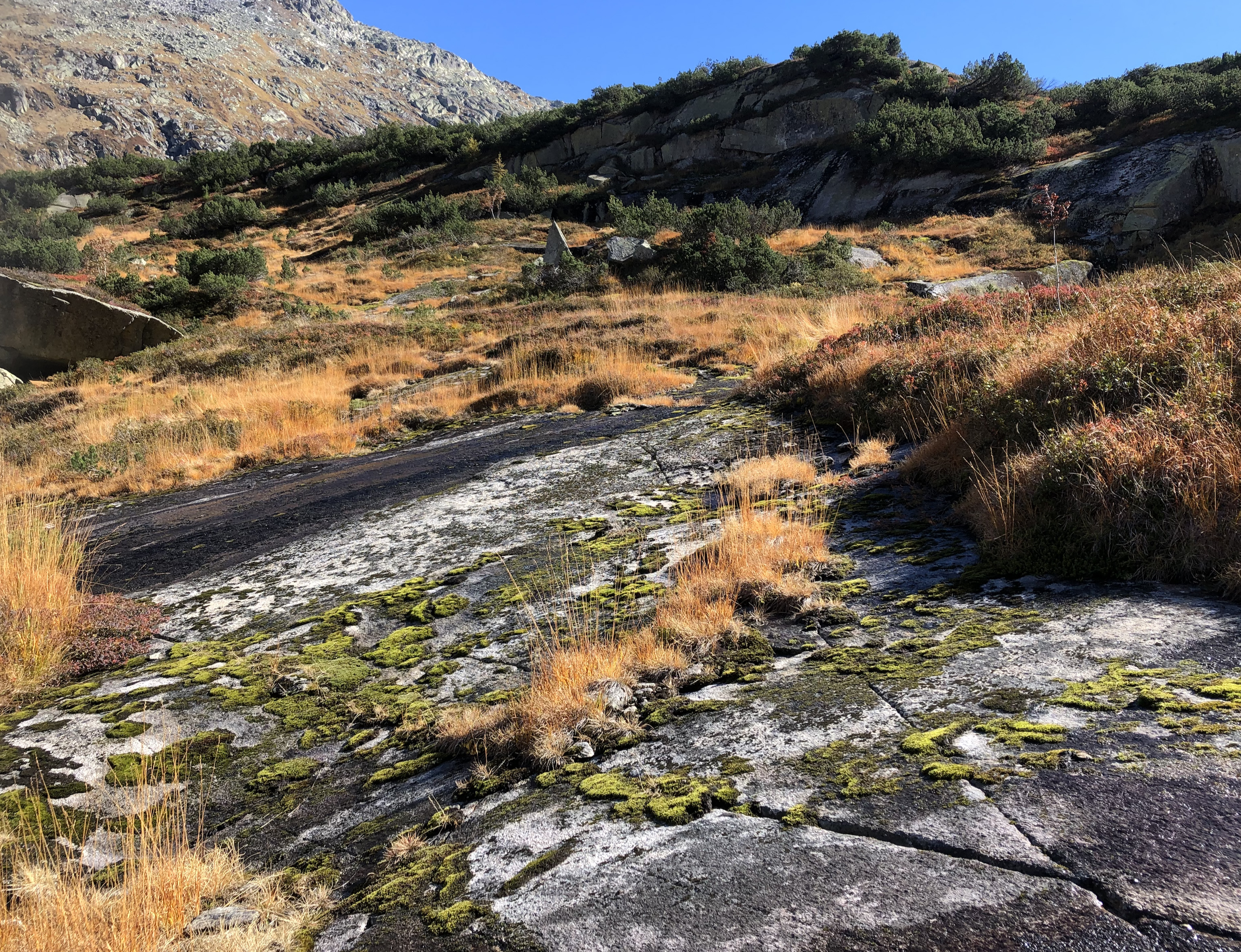
Vegetation auf Granitplatte
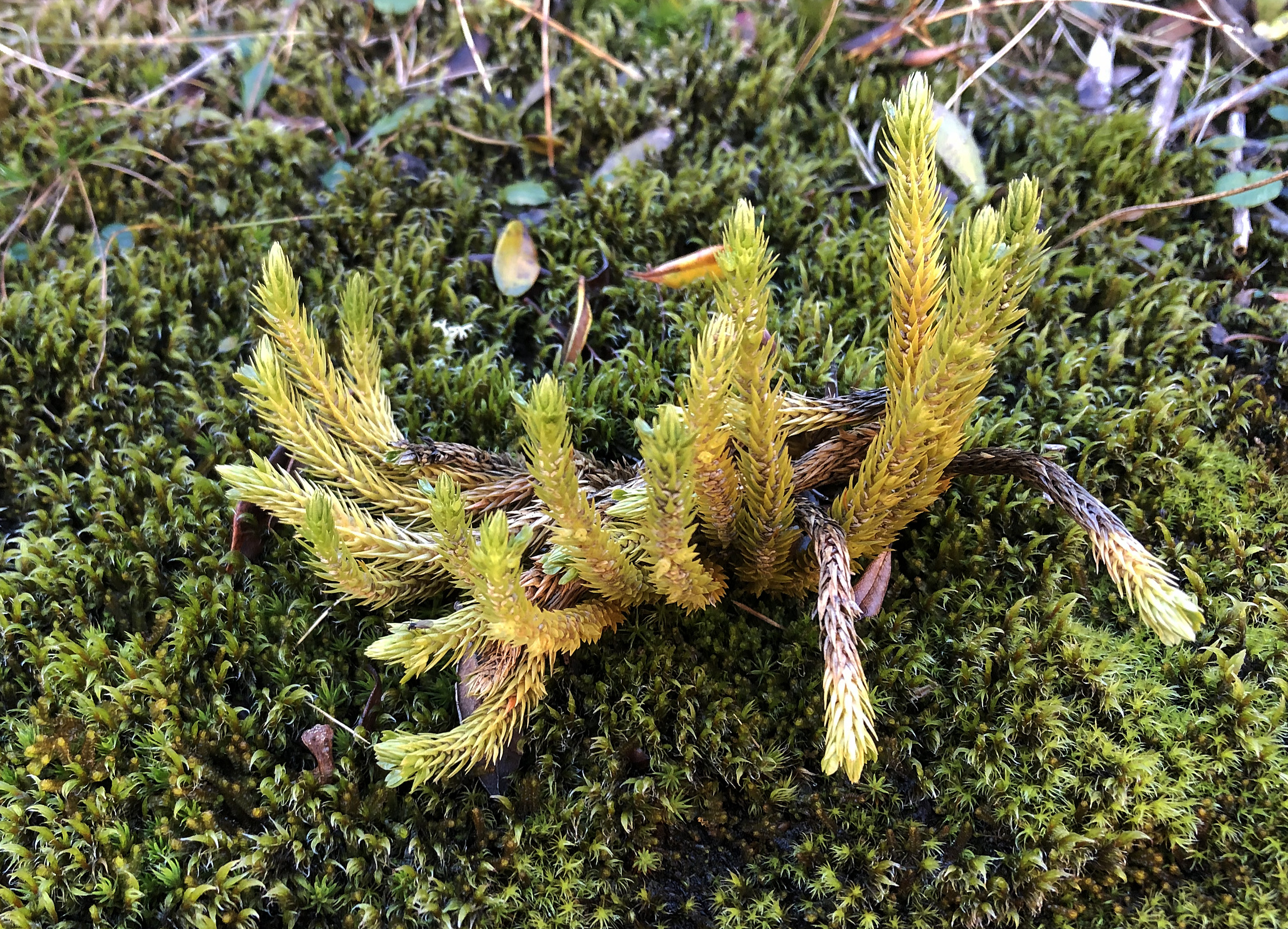
Moor-Bärlapp